# Meshari Al-Nemer
Meshari Al-Nemer (tiếng Ả Rập: مشاري النمر; sinh ngày 5 tháng 8 năm 2003) là một cầu thủ bóng đá người Ả Rập Xê Út hiện thi đấu ở vị trí tiền đạo cắm cho Al-Nassr tại Pro League.

## Danh hiệu
U-20 Ả Rập Xê Út
- Cúp bóng đá U-20 Ả Rập: 2021